# جون إس. ماكين سينيور
جون إس. ماكين سينيور (بالإنجليزية: John Sidney McCain, Sr.)‏ هو ضابط أمريكي، ولد في 9 أغسطس 1884 في مقاطعة كارول في الولايات المتحدة، وتوفي في 6 سبتمبر 1945 في سان دييغو في الولايات المتحدة بسبب نوبة قلبية. وهو والد ماكين جونيور وجد السيناتور جون ماكين